# Morti nel 1291
| Questa pagina contiene informazioni ricavate automaticamente dalle voci biografiche con l'ausilio del template Bio e di un bot. L'aggiornamento è periodico e automatico e ricostruisce completamente la pagina. Se manca una persona in questa lista, sei pregato di non aggiungerla, ma accertati piuttosto che la sua voce biografica contenga il template Bio e che i dati anagrafici siano correttamente compilati. Se il template Bio manca, inseriscilo tu stesso o, in alternativa, metti l'avviso {{tmp\|Bio}} che ne segnala la mancanza. Se i dati riportati sono sbagliati, correggi direttamente la voce biografica; le modifiche saranno visibili in questa lista entro pochi giorni. Per chiarimenti vedi il progetto biografie. La lista contiene solo le 26 persone che sono citate nell'enciclopedia e per le quali è stato implementato correttamente il template Bio. Pagina aggiornata al 26 mar 2025. |

- 19 gennaio - Giovanna di Blois-Châtillon, contessa
- 20 gennaio - Englesio Caballazio, vescovo cattolico italiano
- 7 marzo - Arghun, sovrano mongolo (n. 1258)
- 9 aprile - Clemente da Osimo, religioso italiano
- 18 maggio - Guillaume de Beaujeu, francese
- 18 maggio - Nicola di Hanappes, patriarca cattolico francese
- 18 giugno - Alfonso III d'Aragona, sovrano (n. 1265)
- 15 luglio - Rodolfo I d'Asburgo, sovrano tedesco (n. 1218)
- 23 luglio - Bernardo di Languissel, cardinale e arcivescovo cattolico francese
- 5 agosto - Berardo Berardi, cardinale italiano
- 16 agosto - Federico Tuta, nobile tedesco (n. 1269)
- 8 ottobre - Enrico I di Werle, principe
- 23 ottobre - Stefano di San Giorgio, letterato italiano
- 11 dicembre - Franco Lippi, religioso italiano
- Marino Badoer, politico italiano
- Bartolomeo da Amelia, vescovo cattolico italiano
- Buoso da Duera, politico italiano
- Eleonora di Provenza, regina
- Uberto Guasco, nobile, condottiero e politico italiano
- Bartolomeo Pico, condottiero italiano (n. 1235)
- Bartolomeo I Querini, vescovo cattolico italiano
- Loterio Rusca, politico italiano
- Salamish (n. 1272)
- Saʿdi, poeta persiano (n. 1210)
- Talabuga, condottiero mongolo
- Tebaldo II di Bar, nobile francese